# Eiji Kawashima
Eiji Kawashima (jap. 川島永嗣 Kawashima Eiji; ur. 20 marca 1983 w Yono) – japoński piłkarz występujący na pozycji bramkarza we francuskim klubie RC Strasbourg Alsace.

## Kariera klubowa
Po Mistrzostwach Świata w RPA został zawodnikiem belgijskiego Lierse, z którym podpisał 2–letni kontrakt. W lipcu 2012 roku związał się trzyletnią umową ze Standardem Liège. Następnie grał w Dundee United, a w 2016 trafił do FC Metz. W ojczyźnie występował w Omiya Ardija, Nagoya Grampus i Kawasaki Frontale.